# دهستان خیرگو
دهستان خیرگو به مرکزیت روستای چهارطاق از توابع بخش خیرگو شهرستان لامرد در استان فارس می‌باشد.

## جمعیت
براساس سرشماری سال ۹۵ جمعیت این دهستان ۸،۶۱۱ تن بوده است.

## جغرافیا
این دهستان با مساحتی در حدود ۳۰۰۰ کیلومترمربع، از شمال به شهرستان خنج لارستان، از جنوب وراوی، از شرق بخش چاه‌ورز و از سمت مغرب به دهستان کمالی محدود می‌گردد.

## نام
نام این دهستان بر گرفته از درخت استبرق است که در زبان محلی به خرگ مشهور می‌باشد که نامی از محل اولیه ساکنان خیرگو قبل از مهاجرت به این مکان می‌باشد که در سالهای اخیر به خیرگو تغییر نام داده شده‌است.